# 汪嘉伟
汪嘉伟（1955年9月27日—），中国男子排球运动员、教练，身高1.93米，场上位置副攻。

## 生平
汪嘉伟出生于上海，1966年移居福建，1972年开始接受排球训练，次年即入选福建省队，1976年入选中国国家男子排球队。在队期间，汪嘉伟与队友创新出前飞、背飞等战术组合，率领中国队在1980年世界杯排球赛上获得第5名，是迄今为止中国男排在世界比赛中的最好成绩。
1984年，汪嘉伟赴日本打球，为中国远赴日本参加日本男子排球职业联赛的第一人，1993年退役。其后任东丽排球俱乐部男排主教练。
1997年回到中国，成为中国男子排球队的主教练，率中国队在15年后重新获得亚洲冠军。2000年，由于未能获得悉尼奥运会参赛资格而辞职。